# Дворец Млодзеёвских
Дворец Млодзеёвских (польск. Pałac Młodziejowskich, называется также Pałac Morsztynów) – дворец в Варшаве в районе Средместье, находящийся по адресу: ul. Miodowa 10 (ул. Мёдова, д. 10), с флигелями со стороны ул. Подвале, д. 7. Построен в стиле барокко в конце XVII в., после чего несколько раз реконструировался.
Дворец, построенный в конце XVII в., первоначально принадлежал мазовецкому воеводе Станиславу Морштыну, потом сандомирскому воеводе Стефану Биджиньскому. В 1766 находился во владении пшемысльского епископа Анджея Млодзеёвского, для которого к 1771 дворец был расширен итальянским архитектором Якубом (Джакомо) Фонтана. В ходе этой реконструкции возникли боковые ризалиты в форме крыльев, присоединенных с помощью аркадной галереи, поддерживающей террасу. В 90-х годах XVIII в. во дворце Млодзеёвских проживал командующий российским гарнизоном Осип Игельстрём, из-за чего дворец подвергся ожесточенным атакам польских войск под командованием Яна Килинского во время Варшавского восстания 1794 года, и при этом он был в значительной мере разрушен.

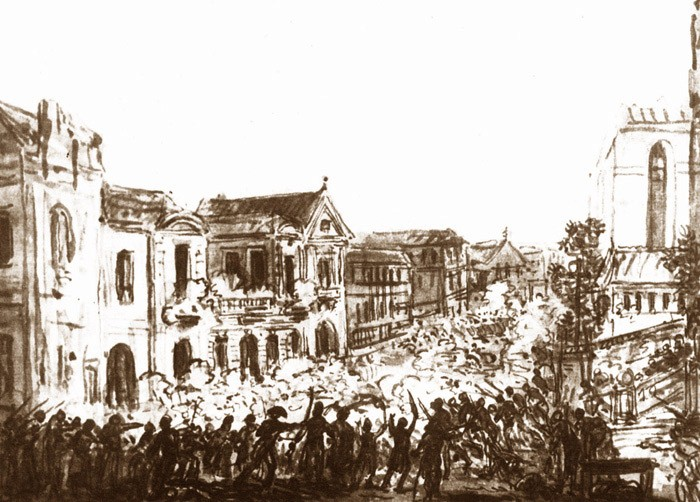
Штурм российского посольства в Варшаве 7 (18) апреля 1794 года

В 1806—1808 дворец был заново отстроен в стиле классицизм по проекту Фредерика Альберта Лесселя для Феликса Потоцкого. В 1808—1811 пристроены два флигеля со стороны улицы Подвале. Новые корпуса, соединенные с флигелями, создали двор, огражденный со стороны улицы железными решетками. До 1818 владельцем дворца был Кароль Зайдлер. С 1820 здесь находилось Варшавское купеческое собрание, перенесенное позднее (ок. 1829) во дворец Мнишеков. Позднее во дворце располагалось несколько магазинов, в том числе книжных. К концу XIX в. здание превратилось в доходный дом.

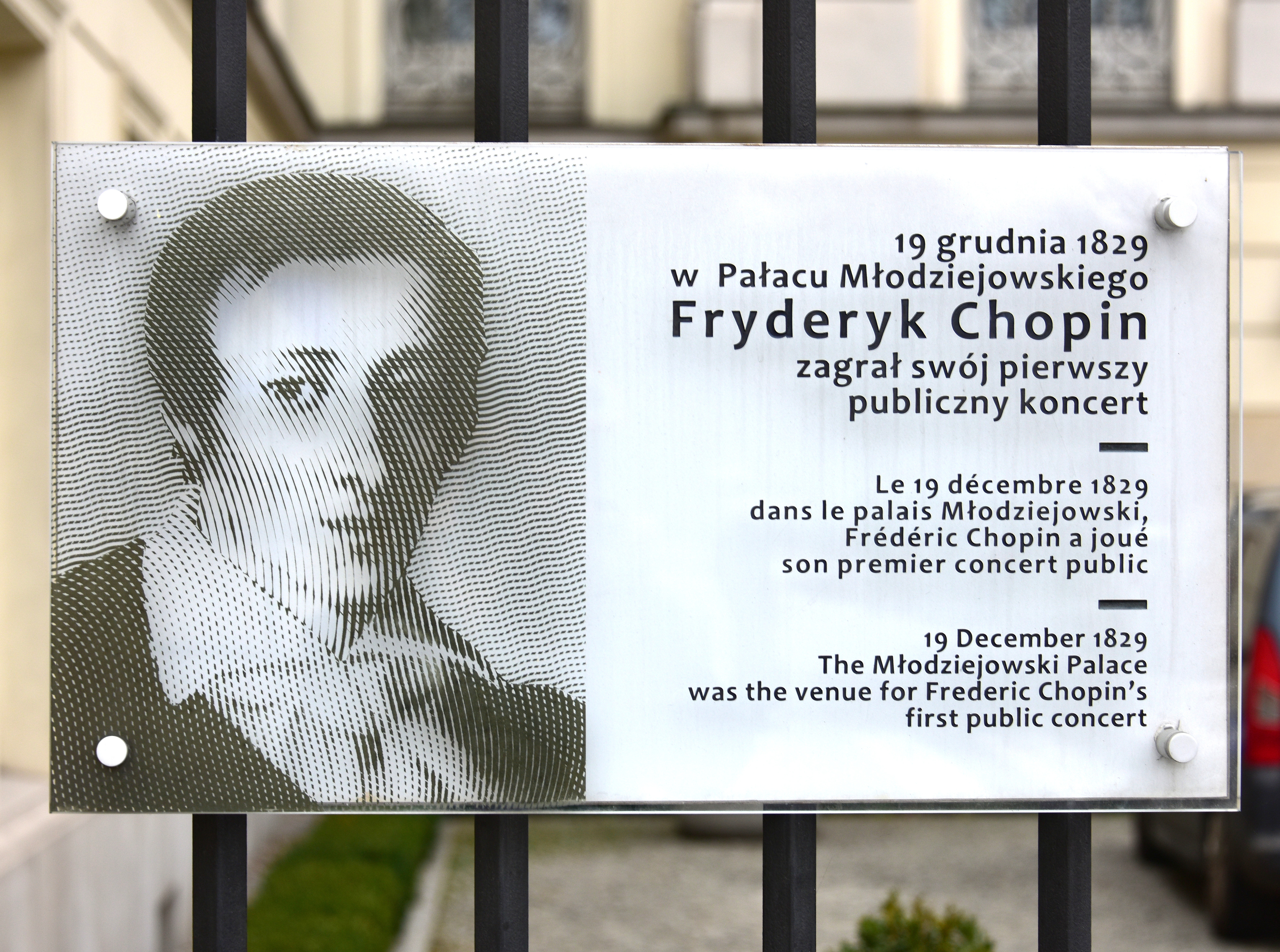
Во дворце играл свой первый публичный концерт Фредерик Шопен

Во время Второй мировой войны дворец был разрушен примерно на 85%. Его восстановление производилось по проекту Бориса Зинсерлинга и было закончено в 1957. После войны здесь расположилась штаб-квартира научного издательства PWN, которое в 2006 выставило дворец на торги. Последние были выиграны фирмой WWG Management, которая выкупила здание за 34 млн. злотых, чтобы разместить здесь апартаменты. В результате реконструкции дворца здесь должны появиться 36 квартир площадью до 125 м2, двухуровневая парковка под двором. При этом лестничные клетки и коридоры должны быть восстановлены в том виде, в каком они были в XVIII веке. В начале 2009 издательство переехало в другое место, в 2010 апартаменты заселили первые жители.